# 房價指數
房价指数（House price index，HPI）是一種衡量住宅房屋价格变化的指數，該指數通常以某个特定的日期（HPI为100）為基準，計算未來的日期相較於該日期發生的房價变化（百分比）。通常计算HPI的方法有：特征回归（HR）、简单移動平均（SMA）和重复销售回归（RSR）。